# Águas da Prata

Vị trí của Águas da Prata trong bang São Paulo

Águas da Prata là một đô thị ở bang São Paulo, Brasil. Thành phố này có dân số (năm 2007) là người, diện tích là 142,588 km², mật độ dân số 52,3 người/km².
Đô thị này nằm ở độ cao m, cách thủ phủ bang São Paulo 238 km. Đô thị này nằm ở khu vực khí hậu bán nhiệt đới, nhiệt độ trung bình 18 độ C. Theo điều tra năm 2000, đô thị này có chỉ số phát triển con người 0,81, tuổi thọ bình quân 73,11 năm, tỷ lệ biết đọc biết viết là 91,41%. 
Đô thị này giáp các đô thị: São João da Boa Vista, Vargem Grande do Sul, São Sebastião da Grama, Poços de Caldas.